# 京島
京島（日语：／ Kyōjima */?）是東京都墨田區的町名。已實施住居表示。設京島一丁目至京島三丁目。2013年8月1日為止的人口有12,476人。郵遞區號為131-0046。

## 地理

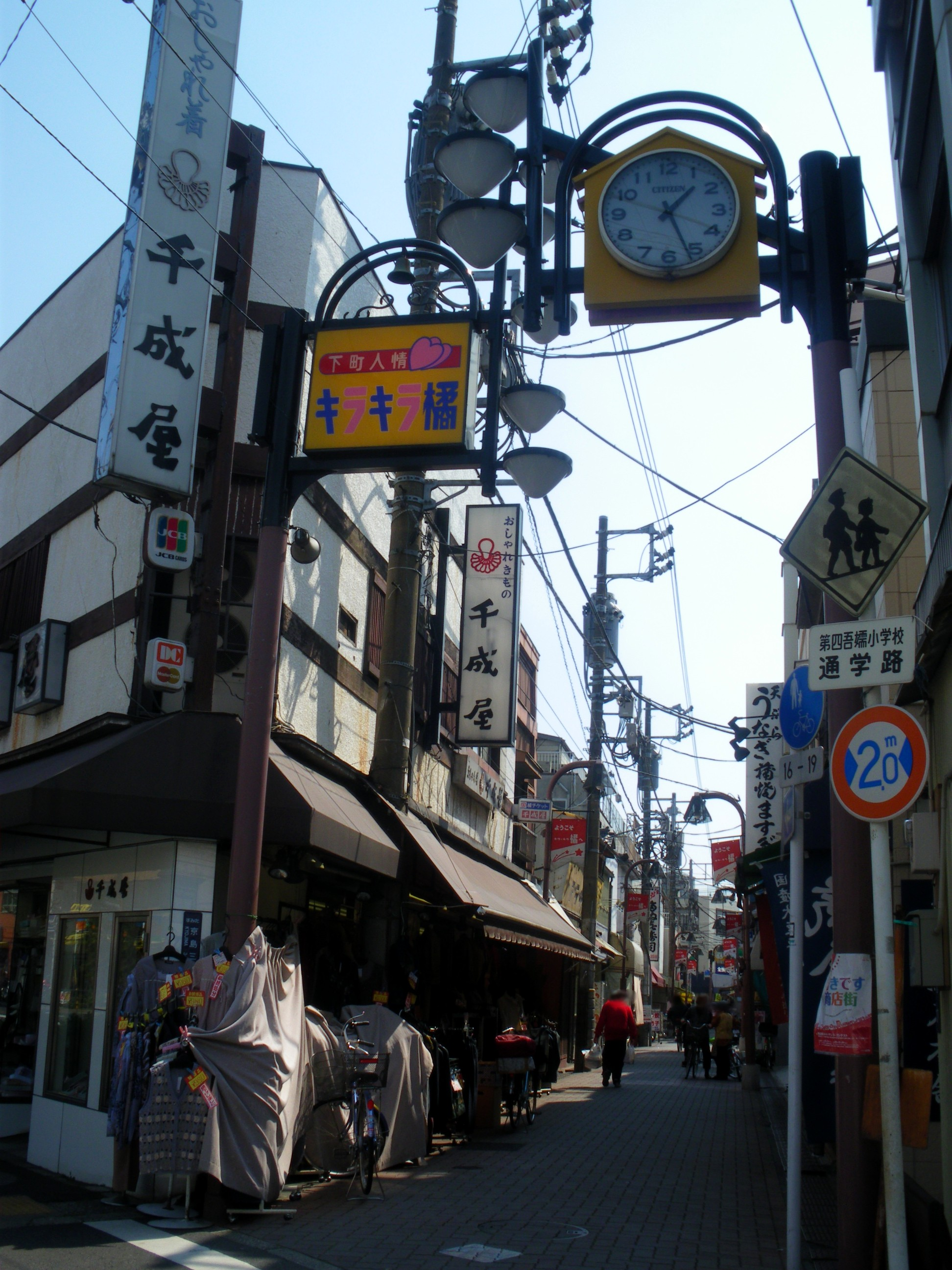
KIRAKIRA橘商店街

京島位於墨田區中央，墨田區役所東北東方約1.8公里。東北鄰八廣，東南接文花，南連押上，西北通東向島。町域東北邊為明治通，西北邊為曳舟川通，東南邊為十間橋通，南邊為東武龜戶線。此外，地區中部有八廣中央通，西部有京成電鐵通過。
關東大地震與第二次世界大戰時受災較輕，京島二丁目與京島三丁目保留了部分大正時代至昭和初期的長屋，展現了古時東京下町風貌。另一方面，此地道路狹窄，車輛通行與大規模災害的對策也成為政府須面對的課題。現在，京島一丁目正進行京成電鐵押上線連續立體交差工程與京成曳舟站前地區市街地再開發事業。希望藉由車道拓寬能解決車輛通行問題。

## 歷史

### 地名由來
由東京的「京」與向島的「島」組成。

### 沿革
1965年（昭和40年） - 舊寺島町四丁目、舊吾嬬町西一丁目、舊吾嬬町西四丁目合併成立。

## 交通

### 鐵道
- 京成電鐵
  - 押上線：京成曳舟站
- 東武鐵道
  - 伊勢崎線 / 龜戶線：曳舟站（東向島）

### 巴士
町內有「墨田區曳舟文化中心前」、「明治通」、「橘通」、「中居堀」巴士站。
以下路線由東京都交通局運行。
- 墨38系統（曳舟川通）
- 里22系統（明治通）
- 南千48系統（明治通）

### 道路
國道
- - 6號(水戶街道)

都道
- - 306號王子千住南砂町線（明治通）
  - 465號深川吾嬬線（八廣中央通）

## 設施
教育
- 區立小學校
  - 曳舟小學校
  - 第四吾嬬小學校

## 備註
1. ↑  墨田区世帯人口現況8月分[永久]